# Прилепче на Натузий
Прилепчето на Натузий (Pipistrellus nathusii) е вид дребен бозайник от семейство Гладконоси прилепи (Vespertilionidae).

## Общи сведения
Прилепчето на Натузий е сред най-дребните прилепи, срещащи се в Европа, но е малко по-едър от кафявото прилепче (Pipistrellus pipistrellus). Дължината на тялото с главата му е 46-55 mm, на опашката – 30-45 mm, на ушите – 10,0-13,5 mm, размахът на крилете е 230-250 mm, а масата – 6-15,5 g. Окраската по гърба му е бледокафява до шоколадова, а по корема е по-светлокафява. Ушите и летателните мембрани са тъмнокафяви.

## Разпространение
Прилепчето на Натузий е разпространено в по-голямата част от Европа, Мала Азия, Задкавказието до Южна Азия. В България се среща много рядко, но е установявано на места, разпръснати из цялата страна.
Живее в широколистни гори и лесостепите, често в близост до водоеми, а понякога и в човешки селища. За убежище използва дупки по дърветата, а по-рядко живее по тавани на сгради, процепи и под покриви.

## Начин на живот и хранене
Прилепчето на Натузий ловува обикновено при пълна тъмнина, в първата половина на нощта около границите на гората, над водните басейни и около уличните лампи.  Лети на височина 2-6 m, като се ориентира чрез ехолокация с честотномодулирани сигнали с честота 35-40 херц|kHz. Храни се с комари и други дребни насекоми.
През пролетта прилепчето на Натузий образува размножителни колонии от по 30-60 индивида, главно женски. През лятото числеността на тези колонии нараства с новородените и достига до 100-150 индивида. Мъжките обикновено живеят поединично. В някои части на ареала извършва сезонни миграции, като през зимата отлита на юг.

## Размножаване
През юни женските прилепчета на Натузий раждат по две малки.